# Radonia (gmina)
Radonia (od 1973 Mniszków) – dawna gmina wiejska istniejąca do 1954 roku w woj. kieleckim, łódzkim i ponownie kieleckim. Nazwa gminy pochodzi od wsi Radonia, lecz siedzibą władz gminy był Mniszków. 
W okresie międzywojennym gmina Radonia należała do powiatu opoczyńskiego w woj. kieleckim. 1 kwietnia 1939 roku gminę wraz z całym powiatem opoczyńskim przeniesiono do woj. łódzkiego. Po wojnie gmina przez krótki czas zachowała przynależność administracyjną, lecz już 6 lipca 1950 roku została wraz z całym powiatem przyłączona z powrotem do woj. kieleckiego.
Według stanu z dnia 1 lipca 1952 roku gmina składała się z 18 gromad: Dąbrowa, Grabowa, Holendry Grabowskie, Honoratów, Jaksonek, Jawór, Jawór kol., Mariampol, Marianka, Mikułowice, Mniszków, Olimpiów, Radonia, Stoczki, Stok, Świeciechów, Taraska i Włodzimierzów-Dąbrowa.
Jednostka została zniesiona 29 września 1954 roku wraz z reformą wprowadzającą gromady w miejsce gmin. Po reaktywowaniu gmin z dniem 1 stycznia 1973 roku gminy Radonia nie przywrócono, utworzono natomiast jej terytorialny odpowiednik, gminę Mniszków w tymże powiecie i województwie.